# Candidatura de Chicago a los Juegos Olímpicos de 2016
La candidatura olímpica de Chicago 2016 fue el intento por parte de la ciudad de Chicago y Estados Unidos - con el apoyo de otras ciudades, municipios y pueblos en los estados de Illinois, Indiana y Wisconsin - para ser elegida por el Comité Olímpico Internacional (COI) como ciudad anfitriona de los Juegos Olímpicos de 2016. En el caso de que Chicago hubiera sido seleccionada por el COI, los Juegos de 2016 hubieran sido los Juegos Olímpicos de Verano, celebrados en Estados Unidos desde los Juegos de Atlanta 1996.
El 4 de junio de 2008, Chicago fue nombrada como una de las cuatro finalistas para los Juegos Olímpicos de 2016. La selección final se celebró el 2 de octubre de 2009, en Copenhague, Dinamarca. 
En su momento, las ciudades rivales de Chicago para celebrar los juegos fueron Madrid, España; Río de Janeiro, Brasil; y Tokio, Japón. Junto a las cuatro candidatas oficiales, también se habían postulado para los Juegos Olímpicos de 2016 las ciudades de Praga (República Checa), Doha (Catar) y Bakú (Azerbaiyán), que no superaron el primer corte del COI.
Chicago fue eliminada en la primera ronda durante la 121.ª sesión del Comité Ejecutivo del COI en Copenhague, Dinamarca. Si Chicago hubiera sido escogida, los juegos se hubieran celebrado el 22 de julio al 7 de agosto, y los paralímpicos el 18 de agosto al 28 de agosto.

## Selección de ciudad de la USOC
Inicialmente, cinco ciudades estadounidenses presentaron su interés en postularse para la candidatura de las olimpiadas de 2016: Chicago, Houston, Los Ángeles, Filadelfia y San Francisco. El presidente de la USOC, Peter Ueberroth, visitó las ciudades que mostraron su interés en marzo y mayo de 2006. Chicago fue visitada el 10 de mayo. 
El 26 de julio de 2006, el Comité Olímpico de Estados Unidos (USOC) achicó la lista a tres ciudades: Chicago, Los Ángeles y San Francisco. La última se retiró el 13 de noviembre de 2006.
La última etapa interna de la selección de la USOC fue el 14 de abril de 2007, en el Washington, D. C.'s Embassy Row Hotel, donde cada equipo de la candidatura hizo una presentación de 40 minutos a los miembros del concejo del USOC. A las 9:00 p. m. UTC, Chicago fue anunciada como la candidata estadounidense para los Juegos Olímpicos de 2016 por el presidente de la USOC Peter Ueberroth.

## Detalles de la candidatura

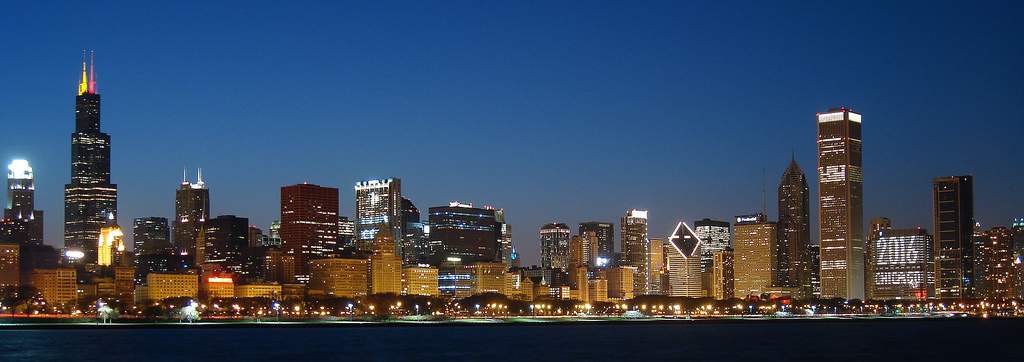
Panorama urbano de Chicago con algunos rascacielos con las palabras de
"Chicago 2016" en apoyo a su candidatura

No es la primera vez que Chicago se postula para la candidatura. En 1901, la ciudad fue elegida por unanimidad por el COI para albergar los Juegos Olímpicos de 1904, pero los juegos fueron transferidos a St. Louis para coincidir con la Feria Mundial de 1904. Chicago también se postuló para los 1952 y Juegos Olímpicos de 1956, sin éxito. El proceso de candidatura para los Juegos Olímpicos de 2016 fueron oficialmente anunciado el 16 de mayo de 2007. 
El 15 de enero de 2008 se anunciaron los detalles para la aplicación de la candidatura olímpica. 22 de las 27 instalaciones olímpicas estarán dentro de cuatro zonas de 15 km de la villa olímpica. Se construirán cinco nuevas instalaciones y once temporales para los juegos. El costo de la candidatura ($49.3 millones) están siendo sufragados por el sector privado ya que los costos de los juegos. El costo de la infraestructura será financiada por el gobierno.
El alcalde de Chicago Richard M. Daley visitó Pekín – la ciudad anfitriona de los Juegos Olímpicos de Pekín 2008 – el 15 de mayo de 2006, donde recolectó información sobre la candidatura.
Las posibilidades de que Chicago albergue los Juegos Olímpicos de Verano de 2016 son fortificados por las preliminares hechas por corporaciones importantes y filántropos millonarios de Chicago; prometidos a participar en el proceso de planificación de la comunidad y los líderes del gobierno y el entusiasmo de la ciudadanía. El apoyo local para la candidatura en South Side, particularmente en las comunidades de Washington Park y Woodlawn, se encuentran divididas. La oposición siguió aumentando ya que la ciudad siguió ignorando las cuestiones municipales como la repatriación de los botes de basura a los parques después de que fueron sustituidos por las papeleras de reciclaje cuando la USOC visitó la ciudad. Sin embargo, según las encuestas el apoyo a la candidatura era del 76 por ciento. Lo que es más importante, es la infraestructura existente de la ciudad y las instalaciones son substanciales e igual las de las demás contrincantes como Madrid y Tokio. Peter Ueberroth dijo, "Chicago va en la dirección correcta, y estamos impresionados por eso".
En junio de 2007, presidente de la candidatura del Comité Olímpico Patrick G. Ryan anunció que David P. Bolger había sido nombrado jefe de operaciones y Rick Ludwig como el director financiero.

### Apoyo
Michael Jordan se convirtió en un portavoz oficial de la candidatura de Chicago. La magnate de los medios de comunicación de Chicago Oprah Winfrey y el campeón Olímpico Michael Phelps estuvieron promocionando la candidatura desde los Juegos Olímpicos de 2008. También el presidente de los Estados Unidos Barack Obama y residente de Chicago, apoyó la candidatura desde antes que ganara las elecciones presidenciales en 2008, e hizo campaña por Chicago 2016, al dar el 22 de noviembre de 2008 un mensaje, de 85 segundos, que fue emitido durante la XXXVII Asamblea General de los Comités Olímpicos Europeos (EOC) celebrada en Estambul, Turquía. Obama afirmó que para EE. UU. "sería un honor" tener la oportunidad de ser anfitrión de los Juegos Olímpicos de Verano, tanto para preservar el "movimiento olímpico" como, según dijo, para "darle la bienvenida al mundo a nuestras costas y fortalecer nuestras amistades en todo el globo". No obastante Obama escribió una carta al COI en la que apoyaba fervormente la candidatura de Chicago diciendo; "La Ciudad de Chicago se fundó para albergar celebraciones globales y podrá preparar una experiencia olímpica espectacular". La carta de 338 palabras, con fecha del 10 de septiembre, fue enviada a cada miembro del COI con la firma del presidente Obama.

### Reunión en Copenhague
El 11 de septiembre se anunció que Michelle Obama encabezará la delegación de Chicago que viajará a Dinamarca para la votación del 2 de octubre en la que el COI elegirá la sede de los Juegos Olímpicos de 2016, aunque todavía el presidente Barack Obama dijo que no lo haría. La primera dama dijo que asumiría el papel de impulsar su ciudad natal en la candidatura "con gran orgullo". "No hay duda de que Chicago ofrecería al mundo un entorno fantástico para estos juegos históricos y espero que la antorcha olímpica tenga la oportunidad de brillar con fuerza en mi ciudad natal", dijo Michelle Obama. Valerie Jarret, una de las principales asesoras de Obama, también es de Chicago y que ha trabajado para la candidatura de la ciudad, acudirá a Copenhague para la votación.
El mandatario le informó al presidente del COI, Jacques Rogge, que no podría viajar porque estaba ocupado promoviendo su reforma al sistema de salud pública en Estados Unidos. "Estamos honrados y agradecidos por tener a la primera dama como parte de nuestra delegación, y apreciamos este compromiso sin precedentes y esta muestra de apoyo de la Casa Blanca", dijo en un comunicado Patrick Ryan, el director del comité organizador de Chicago.

#### Viaje de Obama a Copenhague
Durante varios días no se sabía si el presidente Obama iría a Copenhague para apoyar la candidatura de su ciudad natal, Chicago, pero el 28 de septiembre se dijo que estaría finalmente en Copenhague el viernes 2 de octubre para apoyar a la candidatura de Chicago para albergar los Juegos Olímpicos de 2016, cuya sede final se hará pública a las 18.30 horas de ese mismo día en la capital danesa. A pesar de que se había declarado que estaría ocupado con cuestiones de política doméstica, el presidente Barack Obama cambió de parecer y viajará el jueves 1 de octubre a Copenhague para defender en persona la candidatura olímpica de Chicago. El ocupante de la Casa Blanca irá acompañado de sus ministros de Educación, Arne Duncan, y Transportes, Ray LaHood, ambos también de Chicago, y cuna política de Obama. Esta es la primera vez, que un presidente de EE. UU. desempeña un papel tan directo en las gestiones para la asignación de una sede olímpica.
La presencia del presidente de los Estados Unidos, Barack Obama, en la votación final del COI devolvió el olimpismo a la primera línea del país, al otorgar a la candidatura de Chicago un aire de prioridad política. Luego de que la Casa Blanca revelara el plan de viaje de Obama a Copenhague en un movimiento inesperado, la prensa estadounidense no tardó en calificar de histórico, ya que ningún presidente del país había desempeñado un papel tan directo en las gestiones del Comité Olímpico Internacional (COI). "El presidente Obama y la primera dama, Michelle Obama, simbolizan la esperanza, la oportunidad y la inspiración que hacen grande a Chicago, y estamos honrados de tener a nuestros dos ciudadanos más expertos liderando nuestra delegación en Copenhague", declaró el alcalde de Chicago, Richard Daley. "¿Quién mejor que el presidente y la primera Dama para compartir con los miembros del Comité Internacional la dedicación y el entusiasmo que Chicago tiene para con los Juegos Olímpicos y Paralímpicos?", se preguntó el alcalde de Chicago.

### Financiación
Ueberroth y los miembros del comité nacional se reunieron con Daley el 10 de mayo de 2006, para la evaluación inicial. Daley nombró ejecutivo de negocios a Patrick G. Ryan de Aon Corporation, propietario de una parte de los Chicago Bears, para dirigir el proceso de la candidatura de la ciudad, especialmente en las áreas de participación de las empresas en la recaudación de fondos. En años anteriores, Daley se opuso para que la ciudad se postulara en los juegos Olímpicos de 2008 y Juegos Olímpicos de 2012, debido a los requisitos financieros del comité internacional. Estos requisitos fueron mejorando en favor de una nueva filosofía en la que los Juegos Olímpicos se convertirían en "pequeños" en términos de construcción y gastos conexos.[cita requerida] La primera estimación de los gastos es de más de $ 5 mil millones, con US $ 1,1 millones necesarios para la Villa Olímpica a orillas de lago y un estimado adicional de $ 366 millones para el Estadio Olímpico temporal de 80 000 asientos que se construiría en el Parque Washington. Sin embargo, el presupuesto del de Chicago, es inferior al de los costos de los Juegos Olímpicos de Pekín, que se calcula que costaron 40 mil millones de dólares. Además, los Juegos Olímpicos de 2004 en Atenas, que inicialmente era un presupuesto de $ 2,4 mil millones, en realidad costaron $ 9 mil millones. El 11 de abril de 2007, el gobernador de Illinois Rod R. Blagojevich propuso 150 millones de dólares en fondos estatales para ayudar a asegurar la candidatura a la USOC de Chicago. En el anuncio del 14 de abril, más de 35 millones de dólares en efectivo y $ 13 millones en bienes fueron prometidos, incluyendo las donaciones en exceso de $ 100,000 de por lo menos 225 personas y empresas. Chicago tiene fuertes aliados para atraer los fondos federales para la seguridad y el transporte debido a sus Senadores de alto perfil. Dick Durbin es el 2.º en el mando entre los senadores demócratas como el presidente electo Barack Obama de los Estados Unidos. La ciudad anunció una póliza de seguro de $500 000 000 (quinientos millones de dólares) en contra de los excesos de costes y de ingresos.

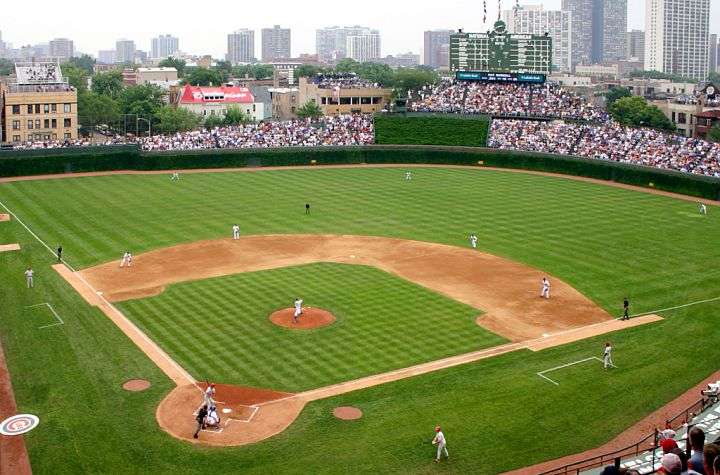
La instalación histórica como el Wrigley Field es una de las posibles sedes.

La candidatura de Chicago fue criticada por la comisión de evaluación del COI debido a la ausencia de una garantía financiera de las autoridades públicas, por lo que el 10 de agosto recibió el apoyo unánime del Consejo Municipal de la ciudad. Los 49 consejeros municipales aprobaron por unanimidad la posibilidad de constituir un fondo de emergencia en caso de que el presupuesto supere lo previsto, lo que permite al alcalde Richard M. Daley firmar una carta-compromiso como ciudad candidata.

#### Seguro multimillonario
En caso de que Chicago hubiese sido elegida para albergar los Juegos Olímpicos de 2016, la ciudad se hubiese blindado económicamente ya que el Ayuntamiento de la ciudad firmaría un seguro multimillonario con el objetivo de proteger a los contribuyentes de posibles gastos en caso de un ataque terrorista, daños en los estadios o incluso una pandemia. El equipo del alcalde Richard Daley gastaría alrededor de unos 1.200 millones de dólares (816 millones de euros) en pólizas de seguros para cubrir los posibles costes provocados por daños en las infraestructuras o de tipo sanitario si la ciudad sufre algún atentado. También se dijo que reservaría cierto monto en esa póliza para cubrir posibles eventualidades en caso de que se cancelen los Juegos.

### Instalaciones
A pesar de la falta de un estadio olímpico, Chicago tiene docenas de instalaciones deportivas existentes: Soldier Field, United Center, U.S. Cellular Field, Wrigley Field, Allstate Arena en Rosemont, Sears Centre en Hoffman Estates y el Toyota Park en Bridgeview. Las instalaciones en Universidad Loyola Chicago, Universidad de Northwestern, la Universidad de Chicago, la Universidad de Illinois en Chicago, Universidad Estatal de Chicago y la Universidad del Norte de Illinois, entre otras, estarían disponibles y otras instalaciones mencionadas en otros reportes como las instalaciones de los juegos. El muelle de la armada y el lago a lo largo del Lago Míchigan albergaría los eventos acuáticos. El Centro de Convenciones McCormick Place, el segundo más grande del mundo, sería una de las instalaciones deportivas para albergar judo y gimnasia, al igual que el albergue para los medios de comunicaciones, mientras que el del tiro con arco y el podio para las medallas sea en el Millennium Park. Otros alcaldes regionales en Indiana y Wisconsin, ofrecieron algunas instalaciones incluyendo el uso de las instalaciones de la Universidad de Notre Dame. El TCF Bank Stadium, un estadio en construcción del campus de la Universidad de Minnesota en Minneapolis, Minnesota, podría ser usado para las preliminares de soccer. Los eventos de natación serían hechos en el lado oeste del Parque Douglas.

### Logo
El 16 de mayo de 2007, se le informó a Chicago que el logo, en forma de una antorcha con las flamas representando al panorama urbano de Chicago, violaba las reglas del COI al usar una antorcha olímpica como logo. Las reglas de la candidatura prohíben el uso de símbolos olímpicos, lemas, bandera u otra flama, medalla o antorcha en los logos. Chicago estuvo de acuerdo en cambiar el logo. El actual logo rediseñado se estrenó el 19 de septiembre de 2007. Usando los mismos colores, y una bandera única de seis "estrellas de Chicago" en sus seis puntas, representa un compás apuntando a todas las direcciones del mundo. Cada punto representa una valor olímpico; Esperanza, Respeto, armonía, Amistad, Excelencia y celebración. Al principio los colores cálidos representados en la llama (o la punta) de la imagen se refería al sol, los colores fríos representaban los parques verdes y el azul las aguas del lago Míchigan.
Se propuso por el concejal Edward Burke que el Ayuntamiento de Chicago agregara una estrella a la Bandera de Chicago si la ciudad ganaba la candidatura para los Juegos Olímpicos en 2016.